# Menschenkopf (Spessart)
Der Menschenkopf ist ein 465 m ü. NHN hoher Berg im Spessart im bayerischen Landkreis Aschaffenburg in Deutschland.

## Geographie
Der Menschenkopf liegt im ehemaligen gemeindefreien Gebiet Huckelheimer Wald zwischen Westerngrund und Kleinkahl. Er wird im Osten durch das Tal des Habersbaches begrenzt. Nordwestlich des Gipfels liegt der Arzborn, die Quelle des Querbaches. Sein Tal zieht sich in südwestliche Richtung nach Huckelheim. Im Süden schließt sich an den Menschenkopf der Habersberg (428 m) und im Südwesten der Herzberg (427 m) an. Im Norden geht er flach zum Hohen Querberg (474 m) über. Nördlich davon, etwa 880 m vom Menschenkopfgipfel entfernt, verlaufen die Landesgrenze zu Hessen und der historische Handelsweg Birkenhainer Straße. An den Südhängen des Menschenkopfes liegt das Waldgebiet Ruhschlag.

## Name
Woher der Name Menschenkopf stammt, ist nicht bekannt. Eine Sage, nach der das Haupt eines Menschen in einem hohlen Baum am Berg versteckt wurde, trug vermutlich zu der Entstehung des Namens bei.